# Universidad Estatal de Bolívar
La Universidad Estatal de Bolívar se inicia el 22 de octubre de 1977, gracias al auspicio económico del Consejo Provincial de Bolívar. Inicialmente funcionó como Extensión de la Universidad de Guayaquil , adscrita a la Facultad de Ciencias Administrativas, Escuela de Administración de Empresas Agroindustriales, como la primera en crearse, cumpliendo así con una de las más caras aspiraciones de la sociedad bolivarense: contar con un centro de educación superior que atienda las demandas del desarrollo regional. El funcionamiento de la Extensión Universitaria de Guaranda, transcurre con normalidad hasta el 15 de septiembre de 1983, fecha en la cual el H. Consejo Universitario de la Universidad Estatal de Guayaquil, declara insubsistente la firma del convenio con el Consejo Provincial, lo que posibilitó tramitar el funcionamiento del primer Centro de Educación Superior de la Provincia de Bolívar. A pesar de las dificultades, la Extensión de Guaranda, siguió funcionando por cuenta propia e inició los trámites para su reconocimiento oficial como universidad autónoma en el CONUEP.
Finalmente el desarrollo académico alcanzado por la Extensión Universitaria de Guaranda fue reconocido por el CONUEP quien aprobó la creación de la Universidad Estatal de Bolívar (UEB) el 20 de junio de 1989, mediante decreto No 32 del H. Congreso Nacional. El Presidente Constitucional de la República del Ecuador en ese entonces Dr. Rodrigo Borja Cevallos, firma el ejecútese el 29 de junio del mismo año y se publica en el Registro Oficial No 225, el 4 de julio de 1989 , "la creación de la Universidad Estatal de Bolívar (UEB)·, actuando como primer Rector el Ing. Gabriel Galarza López.
Una vez que la Universidad Estatal de Bolívar adquirió la personería jurídica, inició la etapa de organización interna y la estructuración de propuestas para la formación de profesionales. Se crea la carrera de Enfermería en 1986, luego la de Educación Física, Tecnología Avícola y finalmente Contaduría Pública, la que más tarde cambiaría su nombre por Contabilidad y Auditoría(1990). En la UEB las actividades y funciones se normaron por sus Estatutos aprobados por el H. Consejo Universitario el 14 de julio de 1989 y por el ente regulador de las Universidades de aquel entonces CONUEP, hoy llamado CONESUP, en donde se confiere legitimidad a la organización institucional basada en organismos, Facultades, Departamentos, Unidades Académicas y Servicios y es así que la Universidad Estatal de Bolívar actualmente funciona con cinco Facultades, siendo la última la de Jurisprudencia que fue creada el 12 de junio de 2002 . Todas ellas fueron creadas sobre la base de los requerimientos de la sociedad y con la finalidad de buscar la calidad profesional y dar respuesta a la misión institucional y al desarrollo de la provincia.
Cuenta con varias carreras híbridas y presenciales.